# نيشان الإنجاز العسكري
نيشان الإنجاز العسكري ( (بالفيتنامية: Huân chương quân công)‏ ) يجب أن تُمنح أو تُمنح بعد الوفاة للأفراد الذين سجلوا مآثر بارزة وشجاعة في القتال، والخدمة القتالية، والتدريب، وبناء القوة، وتوطيد دفاع جميع الأشخاص وأمن الناس، أو ضحوا بحياتهم بطوليًا، ووضعوا أمثلة مشرقة في كل الدولة.
يُمنح نيشان الإنجاز العسكري أيضًا للجماعات التي تستوفي المعايير التالية:
- بعد أن سجل إنجازات بارزة لمدة خمس سنوات متتالية أو أكثر قبل وقت الترشيح؛ الحفاظ على الوحدة الداخلية، مع منظمات حزبية وجماهيرية نظيفة وقوية.
- وجود عملية قتالية وخدمة قتالية وتدريب وبناء ونمو لمدة 30 عامًا أو أكثر. [1]

يتكون الطلب من ثلاث فئات: الأول- ثلاث نجوم ؛ الثاني - نجمتان ؛ الثالث - نجمة واحدة.

## معايير الحصول على الوسام

### وسام الاستحقاق العسكري من الدرجة الأولى
للأفراد العاملين في الجيش الشعبي والأمن العام والميليشيات وقوات الدفاع عن النفس الذين حققوا إنجازات بارزة وشجاعة في القتال والخدمة القتالية والتدريب والبناء. القوة ، توطيد الشعب الوطني الدفاع وأمن الشعب ، أو تقديم التضحيات البطولية ، كن قدوة حسنة في البلد كله ، واستيفاء أحد المعايير التالية:
- بعد أن حصلت على وسام الاستحقاق العسكري من الدرجة الثانية من قبل الدولة ، وبعد أن حققت إنجازات بارزة وشجاعة في القتال ، والخدمة في القتال (أو تقديم تضحيات بطولية) ، فإن الإنجاز هو مثال ساطع في المستقبل. على الصعيد الوطني ؛
- بعد حصولها على وسام الاستحقاق العسكري من الدرجة الثانية من قبل الدولة لمدة 5 سنوات أو أكثر ، تحققت خلال تلك الفترة العديد من الإنجازات في التدريب وبناء القوة وتعزيز الدفاع الوطني وأمن الشعب ؛ تم الاعتراف به كمقاتل محاكاة وطني أو حصل على شهادة تقدير من قبل رئيس الوزراء ؛
- كوادر وضباط الجيش الشعبي أو الأمن العام الشعبي الذين خدموا لمدة 35 سنة فأكثر ، وأتموا مهامهم بنجاح في مناصبهم العملية ، وتقلدوا إحدى المناصب التالية: وزير ، نائب وزير ، رئيس ديوان. هيئة الأركان العامة ، مدير الإدارة العامة للسياسة أو ما يعادلها.

للجماعات التي تستوفي المعايير التالية:
- حاصل على وسام الاستحقاق العسكري من الدرجة الثانية.
- أن يكون لديهم تاريخ من القتال والخدمة القتالية والتدريب والبناء والنمو لمدة 25 عامًا أو أكثر (في حالة عدم حصولهم على وسام الاستحقاق العسكري من الدرجة الثانية ، يجب أن يكون لديهم تاريخ من القتال والخدمة القتالية والتدريب في البناء والاستحقاق لمدة 30 عامًا أو أكثر) ؛
- بعد أن حققوا إنجازات بارزة بشكل مستمر لمدة 5 سنوات أو أكثر قبل وقت الطلب ، خلال ذلك الوقت ، يتم منحهم علم محاكاة الحكومة مرتين أو يتم منحهم علم محاكاة الحكومة 5 مرات متتالية أو 5 منح على التوالي علم المحاكاة وزارة أو فرع أو منطقة منظمات حزبية ، وحدة داخلية ، تنظيم حزبي ، نقابات نظيفة وقوية.

### وسام الاستحقاق العسكري من الدرجة الثانية
تُمنح أو تُمنح بعد وفاتها للأفراد العاملين في الجيش الشعبي وقوات الأمن العام والميليشيات وقوات الدفاع عن النفس الذين حققوا إنجازات بارزة في القتال والخدمة القتالية والتدريب وبناء القوة وتوطيد الدفاع الوطني الشامل وأمن الناس أو تقديم تضحيات بطولية ، وأن يكونوا قدوة حسنة في القوات المسلحة الشعبية ، وأن يحققوا أحد المعايير التالية:
- بعد أن حصلت على وسام الاستحقاق العسكري من الدرجة الثالثة من قبل الدولة ، وبعد أن حققت إنجازات بارزة وشجاعة في القتال ، والخدمة في القتال (أو تقديم تضحيات بطولية) ، فإن الإنجاز سيكون مثالاً ساطعًا في المستقبل. الجيش بأكمله ؛
- بعد حصولها على وسام الاستحقاق العسكري من الدرجة الثالثة من الدولة لمدة 5 سنوات أو أكثر ، تحققت خلال تلك الفترة العديد من الإنجازات في التدريب وبناء القوة وتعزيز الدفاع الوطني وأمن الشعب ؛ تم منحه أحد أشكال الثناء التالية من قبل الدولة: شهادة تقدير من رئيس الوزراء أو جندي مقلد مرتين على مستوى الوزارة أو الفرع؛
- بعد أن خدم لمدة 35 عامًا أو أكثر ، وأتم المهام بنجاح ، وشغل إحدى المناصب التالية: قائد المنطقة العسكرية ، وقائد القوات المسلحة ، وقائد حرس الحدود ، ونائب رئيس الإدارة العامة للسياسة ، ونائب رئيس المنطقة. هيئة الأركان ، مدير الإدارة العامة: الأمن أو الشرطة أو بناء القوات أو المخابرات أو ما يعادلها من 5 سنوات فأكثر.

للجماعات التي تستوفي المعايير التالية:
- الحصول على وسام الاستحقاق العسكري من الدرجة الثالثة؛
- وجود تاريخ في القتال والخدمة القتالية والتدريب والبناء والنضج لمدة 20 عامًا أو أكثر (في حالة عدم منح وسام الاستحقاق العسكري من الدرجة الثالثة، يجب أن يكون للخدمة القتالية تاريخ من الخدمة القتالية والقتالية). ، التدريب ، البناء والنضج لمدة 25 عامًا أو أكثر)؛
- بعد تحقيق إنجازات بارزة بشكل مستمر لمدة 5 سنوات أو أكثر قبل وقت الطلب، خلال تلك الفترة، ومنحها علم محاكاة الحكومة أو شهادة تقدير رئيس الوزراء، وتوحيد الوحدة الداخلية، والتنظيم الحزبي والمنظمات الجماهيرية نظيفة و قوي.

### وسام الاستحقاق العسكري من الدرجة الثالثة
تُمنح أو تُمنح بعد وفاتها للأفراد العاملين في الجيش الشعبي وقوات الأمن العام والميليشيات وقوات الدفاع عن النفس الذين حققوا إنجازات بارزة في القتال والخدمة القتالية والتدريب وبناء القوة وتوطيد الدفاع الوطني الشامل وأمن الناس أو تقديم تضحيات بطولية ، ليكونوا قدوة حسنة في كامل المنطقة العسكرية ، والفيلق ، والخدمة العسكرية ، والإدارة العامة وما في حكمها ، وتحقيق أحد المعايير التالية:
- بعد تحقيق مآثر بارزة وشجاعة في القتال ، أو الخدمة في القتال (أو تقديم تضحيات بطولية) ، يعد الإنجاز مثالًا ساطعًا في المنطقة العسكرية بأكملها أو الخدمة أو السلك أو الإدارة العامة أو أعلى ، وقد حصل على نصر من الدرجة الأولى وسام أو وسام الدفاع عن الوطن من الدرجة الأولى ؛
- بعد الحصول على وسام النصر من الدرجة الأولى أو وسام الدفاع عن الوطن من الدرجة الأولى من قبل الدولة قبل 5 سنوات أو أكثر من وقت الطلب ، خلال تلك الفترة ، تم تحقيق العديد من الإنجازات في تدريب وبناء القوات ؛ وتعزيز الدفاع الوطني للشعب بأكمله وأمن الشعب ؛ تم منحه أحد أشكال الثناء التالية: مرتين لمنح شهادة تقدير من الوزارة أو الفرع أو مرة واحدة لمنح لقب ماجستير العلوم والتكنولوجيا.